# شاملوی کوچک (کلیبر)
شاملوی کوچک یکی از روستاهای استان آذربایجان شرقی است که در دهستان قشلاق بخش آبش‌احمد شهرستان کلیبر واقع شده‌است.